# A Bee Gees által feldolgozott dalok listája
A Bee Gees és a Gibb fivérek által előadott, nem őáltaluk írt dalok és megjelenésük ideje, helye
- A Day in the Life (John Lennon, Paul McCartney), megjelent: Sgt Pepper’s Lonely Hearts Club Band, All This and World War II, YouTube felvétel
- Abilene (John D. Loudermilk, Lester Brown, Bob Gibson) (1964): koncerten előadott szám, nem jelent meg
- Alexander's Ragtime Band (Irving Berlin) (1911), megjelent: A Kick In The Head Is Worth Eight In The Pants, Midnight Specials, Lost & Found
- All the Way (Van Heusen, Cahn) (1953), megjelent: Barry Gibb Sings Sinatra (2006)
- As Time Goes (Hupfeld): koncerten hangzott el Barry Gibb előadásában a Love And Hope Ball koncerten (2004. február 28.).
- Away in a Manger (John McFarland, James Murray), megjelent: Robin Gibb: My Favourite Carols (2006).
- Be Bop A Lula (Gene Vincent) koncerten hangzott el Barry Gibb előadásában a Let It Rain jótékonysági gálán (2004. január 23.)
- Beach Ball (Frank Gari, Jim McGuinn) (1963) megjelent: Earliest Bee Gees With And By Others
- Because (John Lennon, Paul McCartney), megjelent: Sgt Pepper’s Lonely Hearts Club Band, All This and World War II
- Being for the Benefit of Mr. Kite (John Lennon, Paul McCartney), megjelent: Sgt Pepper’s Lonely Hearts Club Band
- Blowin' in the Wind (Bob Dylan): Guilty Pleasures Demos, YouTube felvétel
- Bye Bye Blackbird (Henderson, Dixon), megjelent: A Kick in the Head Is Worth Eight in the Pants
- Bye Bye Love (B. Bryant, F. Bryant) (1957) : Barry és Maurice Gibb előadásában Love And Hope Ball 2002, Soundstage '75
- C Is for Cookie (Raposo) (1978), megjelent: Robin Gibb Sesame Street Fever (1978)
- Candy Man (Roy Orbison) (1961): Barry és Maurice Gibb előadásában Love And Hope Ball 2002.
- Can't You See That She's Mine (Clark, Smith) (1964), megjelent: Brilliant From Birth, Bee Gees Songs and Performances of 1964
- Carry That Weight (John Lennon, Paul McCartney), megjelent: All This And World War II (1976); Sgt Pepper’s Lonely Hearts Club Band, First Album Demos
- C'me On Marianne (Brown, Bloodworth) (1967), megjelent: Live in Bern 1968, Merchants Of Dream, Strange Brew
- Come Fly With Me (Cahn) (1955), megjelent: Barry Gibb Sings Sinatra (2006)
- Daydream (John Sebastian) (1966), megjelent: Inception / Nostalgia, Brilliant From Birth, Lo Mejor De The Bee Gees, Bee Gees Best, Bee Gees Disque D’or
- Don't Rush (Deconzo Smith, Emmanuel Officer), megjelent: Robin Gibb: Magnet
- Don't You Worry About Me (Bloom, Koehler) (1953), megjelent: Barry Gibb Sings Sinatra
- Earth Angel (Deconzo Smith, Emmanuel Officer), Robin Gibb: Magnet (2003)
- Ellan Vannin (népdal) (1854), megjelent: Bee Gees Ellan Vannin, The Bee Gees Unleashed, From The Bee Gees Archives, Robin Gibb: My Favourite Carols (2006)- európai kiadáson, Rarevolution, The Bee Gees Unleashed, An Audience With The Bee Gees
- End of the World (Carpenters) megjelent: From The Bee Gees Archives Vol2, From The Gibb Files, Lost & Found II
- Every Day I Have to Cry (Alexander) (1962), megjelent Turn Around, Look at Us, Rare, Precious & Beautiful 3 Brilliant From Birth, Bee Gees Bonanza, Spicks & Specks: 26 Songs from the Early Days, Birth of Brilliance, To Be or Not to Be, Bee Gees (Time album), In The Beginning, Ultimate Collection, Bee Gees Big Chance, Big Chance, Tomorrow The World, Bee Gees Forever Classic, Bee Gees Bonanza Vol2, Claustrophobia, Bee Gees Classic Years, Bee Gees 26 Golden Oldies, The 60s Collection, Original Songs, Follow The Wind, Bee Gees 1963–1966, Bee Gees 2CD Box, The Three Kisses Of Love, Bee Gees Collection 25 Songs
- Fields of Gold : Barry Gibb és Cliff Richard duettje Cliff Richard: Two's Company
- Fly Me to the Moon (Howard) (1964), megjelent: Barry Gibb Sings Sinatra
- From Me to You (John Lennon, Paul McCartney) (1963), megjelent: Brilliant From Birth
- Get Back (Paul McCartney) (1969) : Barry és Maurice Gibb előadásában a Love And Hope Ball koncerten 2002.
- Getting Better (John Lennon, Paul McCartney), megjelent: Sgt Pepper’s Lonely Hearts Club Band
- God Rest Ye Merry Gentlemen (traditional 1500 körül) Robin Gibb: My Favourite Carols
- Golden Slumbers (John Lennon, Paul McCartney), megjelent: All This And World War II, First Album Demos, Sgt Pepper’s Lonely Hearts Club Band (filmzene)
- Good King Wenceslas (traditional 1500 körül, John Mason Neale) Robin Gibb: My Favourite Carols
- Good Morning Good Morning (John Lennon, Paul McCartney), megjelent: Sgt Pepper’s Lonely Hearts Club Band (1978).
- Grief Never Grows Old (Mike Read) Bee Gees Unlocked
- Hallelujah I Love Her So (Ray Charles) (1956), megjelent: Inception / Nostalgia, Brilliant From Birth, Por Siempre Bee Gees
- Happy Birthday Sweet Sixteen (Niel Sedaka) 1983-ban a TV-ben adta elő a Bee Gees, megjelent: Soundstage '75
- Hark The Herald Angel Sing (Charles Wesley, Felix Mendelssohn, William H Cummings), megjelent: Robin Gibb: My Favourite Carols, The Studio Albums 1967–1968, Bee Gees Unissued
- Have You Heard the Word (Brahms, Sherrin, Grainer), 1970, megjelent: Last Minute demos, The Loner
- Heartbreak Hotel (Axton, Durden, Presley) (1956) Barry és Maurice Gibb előadásában a Love And Hope Ball koncerten 2002.
- Hey Jude (John Lennon, Paul McCartney), megjelent: A Kick In The Head Is Worth Eight In The Pants, Bee Gees – Wilson Pickett duett, Midnight Specials, All This and World War II (album)
- Hokey Pokey Stomp (Larry LaPrise, Charles P Macak, Taftt Baker) (1965) megjelent: Earliest Bee Gees with and By Others
- I Can't Stop Loving You (Don Gibson) Barry Gibb előadása a Let It Rain jótékonysági gálán (2004. január 23.)
- I Get a Kick Out of You (Cole Porter), megjelent: Barry Gibb Sings Sinatra
- I Love You Baby (Paul Anka), elhangzott koncerten, nem kiadott szám.
- I Love You Because (Leon Payne) (1949), megjelent: Inception / Nostalgia, Brilliant From Birth, Por Siempre Bee Gees
- I Miss You (Nat Kipner, Ossie Byrne) megjelent: Lost & Found
- I Need You (George Harrison), megjelent: A Kick In The Head Is Worth Eight In The Pants, First Album Demos
- I Want You (John Lennon, Paul McCartney), megjelent: Sgt Pepper’s Lonely Hearts Club Band
- If I Fell (John Lennon, Paul McCartney), megjelent: A Kick In The Head Is Worth Eight In The Pants, First Album Demos
- I'll Be Back (John Lennon, Paul McCartney) megjelent: A Kick In The Head (Brothers Gibbs Record), First Album Demos
- Imagine (John Lennon) (1971): elhangzott Barry és Maurice Gibb előadásában a Love And Hope Ball koncerten 2002.
- In the Bleak Mid-Winter (Christina Rossetti, Gustav Holst), megjelent: Robin Gibb: My Favourite Carols, Bee Gees Idea (mono)
- In the Bleak Winter (karácsonyi dal) megjelent: Bee Gees Christmas
- In the Wee Small Hours of the Morning (Mann, Hilliard): elhangzott Barry Gibb előadásában a Love And Hope Ball koncerten 2004. február 28.
- It Was a Very Good Year (Drake) (1965), megjelent: Barry Gibb Sings Sinatra
- Just One Look (Carrol, Payne) (1951), megjelent: Brilliant From Birth
- Keep On Smiling (Don Gibson) megjelent: From The Gibb Files, From The Bee Gees Archives Vol2
- Lady Is a Tramp (Hart, Rodgers) (1937), megjelent: Barry Gibb Sings Sinatra
- Lady Madonna (Paul McCartney) (1968): Barry és Maurice Gibb előadása a Love And Hope Ball koncerten 2002.
- Leave Me Here to Linger with the Ladies (Brahms, Grainer, Sherrin) (1979), megjelent: Maurice Gibb: The Loner.
- Let It Be (John Lennon, Paul McCartney), megjelent: Lost & Found, Gibb Treasures
- Little Girl with the Laughing Face (Silvers, Van Heusen) (1945), megjelent: Barry Gibb Sings Sinatra
- Live in World (Foskett) (1986), kislemezen jelent meg, Robin Gibb egy heroin-ellenes jótékonysági koncerten énekelt benne
- Lollipop (Dixon Julius, Ross Everly), megjelent: An Audience With The Bee Gees, The Complete Storytellers, Soundstage '75
- Lonely Winter (C. Keats) (1966), megjelent: Inception / Nostalgia, Brilliant From Birth, Birth of Brilliance, Spicks & Specks: 26 Songs from the Early Days, Lo Mejor De The Bee Gees, Bee Gees Disque D’or, In The Beginning, Maurice In The Lead
- Love Hurts (Boudleaux Bryant): Barry és Maurice Gibb előadása a Love And Hope Ball koncerten 2002, Robin Gibb: Magnet, Robin Gibb Live
- Mack the Knife (Weill, Blitzstein), megjelent: Barry Gibb Sings Sinatra
- Memphis, Tennessee (Chuck Berry): Barry Gibb előadása a Let It Rain jótékonysági gálán (2004. január 23.)
- Money (Bradford, Gordy), Bee Gees – Jerry Lee Lewis duett megjelent: A Kick In The Head Is Worth Eight In The Pants, Midnight Specials
- My Kind of Town (Cahn, Van Heusen): Barry Gibb előadása a Love And Hope Ball koncerten (2004. február 28.).
- My Old Man's a Dustman (Derived From An Old Army Tune With Lyrics By Donegan) : az együttes Brian Henderson's Bandstand koncertjén adta elő (1965, Ausztrália)
- My Way (Paul Anka, Ravaux, Thibault) (1968), megjelent: Barry Gibb Sings Sinatra
- New York, New York (Ebb, Kender), megjelent: Barry Gibb Sings Sinatra
- No Doubt (Deconzo Smith, Kenneth Mangram), megjelent: Robin Gibb: Magnet
- Nowhere Man (John Lennon, Paul McCartney), megjelent: Sgt Pepper’s Lonely Hearts Club Band, First Album Demos
- O' Come All Ye Faithful (John Francis Wade, Frederick Oakeley), megjelent: Robin Gibb: My Favourite Carols, Bee Gees Christmas, Bee Gees Idea (mono)
- Oh Darling (John Lennon, Paul McCartney), megjelent: Sgt Pepper’s Lonely Hearts Club Band
- Oh Donna (Lindisfarne): megjelent: Live By Request (2001)
- Once in Royal David's City (Cecil F Alexander, Henry J Gauntlett) , megjelent: Robin Gibb: My Favourite Carols
- One O'Clock in the Morning (Dark Castles In The Air Mix) megjelent Bee Gees Halloween
- Paperback Writer (John Lennon, Paul McCartney) (1966), megjelent: Inception / Nostalgia, Brilliant From Birth, First Album Demos, Bee Gees Disque D’or
- Please (Michael Graves, Errol Reid), megjelent: Robin Gibb: Magnet, Robin Gibb Live
- Please Please Me (John Lennon, Paul McCartney), koncerten előadott szám, nem kiadott szám
- Polythene Pam (John Lennon, Paul McCartney), megjelent: Sgt Pepper’s Lonely Hearts Club Band
- Save Your Heart for Me (Geld, Udell), megjelent: Spirits Having Flown Demos, The Fantastic Bee Gees
- Secret Love (Webster, Fein): elhangzott Barry Gibb előadásában a Love And Hope Ball koncerten (2004. február 28.)
- Send in the Clowns (Sondheim): elhangzott Barry Gibb előadásában a Love And Hope Ball koncerten (2004. február 28.)
- Sesame Street Fever (Raposo) (1978): megjelent: Robin Gibb: Sesame Street Fever
- Sgt Pepper's (John Lennon, Paul McCartney, megjelent: Sgt Pepper’s Lonely Hearts Club Band
- Sha La La (Robin és Maurice Gibb) megjelent: From The Bee Gees Archives Vol2, Lost & Found II, From The Gibb Files
- Shahdaroba (Orbison): elhangzott Barry és Maurice Gibb előadásában a Love And Hope Ball koncerten 2002.
- She Came in Through the Bathroom Window (John Lennon, Paul McCartney, megjelent: All This and World War II (album), Sgt Pepper’s Lonely Hearts Club Band (filmzene), First Album Demos
- She Loves You (John Lennon, Paul McCartney, megjelent: A Kick In The Head Is Worth Eight In The Pants, First Album Demos
- She's Leaving Home (John Lennon, Paul McCartney, megjelent: Sgt Pepper’s Lonely Hearts Club Band
- Silent Night (Joseph Mohr, Franz Gruber), megjelent: A Personal Message From The Bee Gees, The Studio Albums 1967–1968, Bee Gees Christmas, Gibb Treasures, Robin Gibb: My Favourite Carols, Bee Gees Idea (mono)
- Somewhere (Leonard Bernstein, Stephen Sondheim) (1956) megjelent: Inception / Nostalgia, Brilliant From Birth, Por Siempre Bee Gees
- Song for Lulu megjelent: The Loner
- Special (Deconzo Smith, Judd Mahoney, Mike Hamilton), megjelent: Robin Gibb: Magnet
- Strange Brew (Clapton, Pappalardi, Collins), megjelent: Live in Bern 1968, Merchants Of Dream, Strange Brew
- Strangers in the Night (Kaempfert, Singleton, Snyder): elhangzott Barry Gibb előadásában a Love And Hope Ball koncerten (2004. február 28.)
- Such a Shame (Vince Melouney) (1968), megjelent: Idea, The Studio Albums 1967–1968, The Bee Gees Greats, Bee Gees Idea (mono), Bee Gees Idea (mono)
- Summer Wind (Meier, Bradtke, Mercer) elhangzott Barry Gibb előadásában a Love And Hope Ball koncerten (2004. február 28.)
- Sun King (John Lennon, Paul McCartney) megjelent: All This And World War II, First Album Demos, Maurice In The Lead
- Swinging on a Star (Burke, Van Heusen) elhangzott Barry Gibb előadásában a Love And Hope Ball koncerten (2004. február 28.)
- That I'll Be the Day (Buddy Holly): elhangzott koncerten, nem kiadott szám
- That Old Black Magic (Rydell) elhangzott Barry Gibb előadásában a Love And Hope Ball koncerten (2004. február 28.)
- That's Life (Gordon), megjelent: Barry Gibb Sings Sinatra
- The End (Jacobson, Krondes) (1958), megjelent: Inception / Nostalgia, Brilliant From Birth, Lo Mejor De The Bee Gees
- The First Noël (Christmas Carol), (tradicionális zene, Robin Gibb) megjelent: Robin Gibb: My Favourite Carols
- The Twelfth of Never (Webster, Livingston) (1956), megjelent: Inception / Nostalgia, Brilliant From Birth, Por Siempre Bee Gees
- The Way You Look Tonight (Kern, Fields): elhangzott Barry Gibb előadásában a Love And Hope Ball koncerten (2004. február 28.)
- Theme From 'The Travels of Jamie McPheeters' (Jeery Winn, Leigh Harline) (1963), Turn Around, Look at Us, Rare, Precious & Beautiful 2, Brilliant From Birth, Birth of Brilliance, Bee Gees Bonanza Vol2, In The Beginning, Bee Gees Big Chance, Ever Increasing Circles, Ultimate Collection, Bee Gees Songs and Performances of 1964, To Be or Not to Be, Bee Gees Bonanza, Bee Gees 26 Golden Oldies, The 60s Collection, Original Songs, Bee Gees 2CD Box, Bee Gees Collection 25 Songs
- This Boy (John Lennon, Paul McCartney) megjelent: A Kick In The Head Is Worth Eight In The Pants, First Album Demos
- Three Coins in the Fountain (Styne, Chan) elhangzott Barry Gibb előadásában a Love And Hope Ball koncerten (2004. február 28.)
- Three Ships (traditional 1500 körül), megjelent: Robin Gibb: My Favourite Carols
- Ticket to Ride (John Lennon, Paul McCartney) (1965), megjelent: Inception / Nostalgia, Brilliant From Birth, First Album Demos, Bee Gees Disque D’or, Por Siempre Bee Gees
- Too Late to Come Home (Arnold, Martin, Morrow) (1966) megjelent: Earliest Bee Gees With And By Others
- Trash (Joe Raposo), megjelent: Robin Gibb: Sesame Street Fever
- Turn Around Look at Me (Jerry Capehart) (1961), megjelent: Rare, Precious & Beautiful 3, Turn Around, Look at Us, Bee Gees Big Chance, Big Chance, This Is How We Started, Brilliant From Birth, Bee Gees (Time album), Birth of Brilliance, Bee Gees Forever Classic, Ever Increasing Circles, Bee Gees Songs and Performances of 1964, Spicks & Specks: 26 Songs from the Early Days, Ultimate Collection, To Be or Not to Be, In The Beginning, Claustrophobia, Bee Gees Classic Years, Bee Gees 26 Golden Oldies, The 60s Collection, Best of the Early Years, Bee Gees 1963–1966, Bee Gees 2CD Box, The Three Kisses Of Love, Bee Gees Collection 25 Songs
- Twist and Shout (John Lennon, Paul McCartney) elhangzott koncerten, nem kiadott szám.
- Wait Forever (Graham Dixon, Grant Mitchell, Paul Holmes, John Purser, Gary Miller), megjelent: Robin Gibb: Magnet
- Wake Up Little Susie: elhangzott koncerten (1957), lemezen nem kiadott szám.
- Watching You (Deconzo Smith, Emmanuel Officer), megjelent: Robin Gibb: Magnet
- Wedding Bells (T. Steele): elhangzott koncerten, lemezen nem kiadott szám
- Westfield Mansions (Andy Gibb) (1974) megjelent: Bee Gees and Andy Gibb Demos
- What a Beautiful Creature You Are (Donovan), Maurice Gibb és Lulu duettje A TV-ben, lemezen nem kiadott szám.
- What a Wonderful You, megjelent: Gibb Treasures, Lost & Found
- What's New Mary Jane, (John Lennon), megjelent: Gibb Treasures, Lost & Found
- Why Do I Cry (Barry Tashian) (1965) megjelent: Earliest Bee Gees With And By Others
- Will You Love Me Tomorrow (Carole King, Goffin) (1961) megjelent: Lost & Found II, The Bee Gees Brothers With Others, , The Fantastic Bee Gees
- Witchcraft (Leigh, Coleman) (1957), megjelent: Barry Gibb Sings Sinatra
- With a Little Help from My Friends (John Lennon, Paul McCartney), megjelent: Sgt Pepper’s Lonely Hearts Club Band (1978).
- Without a Song (Rose, Eliscu, Youngman) (1941), megjelent: Barry Gibb Sings Sinatra.
- Words and Music (1975) megjelent: Bee Gees and Andy Gibb Demos
- Working on It Night and Day (Hewson-Gray) megjelent: Melody (album)
- Yesterday's Gone (Wendy Kidd, Chad Stuart) (1964), megjelent: Brilliant From Birth, Bee Gees Songs and Performances of 1964
- You Gotta Have Love (Don Robey, Deadric Malone) (1963) megjelent: Earliest Bee Gees With And By Others
- You Make Me Feel So Young (M. Gordon/J. Myrow): Barry Gibb előadásában a Love And Hope Ball koncerten (2004. február 28.).
- You Make Me Happy (Jimmy Curtiss) (1964), megjelent: Earliest Bee Gees With And By Others
- You Won't See Me (John Lennon, Paul McCartney) (1965), megjelent: Inception / Nostalgia Brilliant From Birth, Birth of Brilliance, Bee Gees Disque D’or, Lo Mejor De The Bee Gees, Spicks & Specks: 26 Songs from the Early Days, First Album Demos, In The Beginning
- You'll Never Walk Alone (Rodgers and Hammerstein): Barry Gibb előadásában a Let It Rain jótékonysági gálán (2004. január 23.)
- Young at Heart (Richards, Leigh) (1953), megjelent: Barry Gibb Sings Sinatra.
- You're Nobody Till Somebody Loves You (Cavanaugh, Morgan, Stock), megjelent: Inception / Nostalgia (1970); Brilliant From Birth (1998), Lo Mejor De The Bee Gees, Bee Gees Disque D’or
- You're the Reason I'm Living (Terry Fell, Bobby Edwards, James F. Hanley, Mildred Imes) (1963), megjelent: Inception / Nostalgia (1970), Brilliant From Birth, Bee Gees Disque D’or, Lo Mejor De The Bee Gees